# Jair Farias
Antônio Jair Abreu Farias (Monsenhor Tabosa, 21 de julho de 1970), conhecido popularmente como Jair Farias, é um empresário e político do estado do Tocantins filiado ao União Brasil, deputado estadual desde 1 de fevereiro de 2019.

## Biografia
Natural de Monsenhor Tabosa, interior do Ceará, Antônio Jair Abreu Farias nasceu em 1970 e foi para o Tocantins aos dois anos de idade, juntamente com os seus pais e outros 13 irmãos, onde fixaram residência na cidade de Sítio Novo do Tocantins.
Sua trajetória política inclui os cargos de vice-prefeito de Sítio Novo, de 1993 a 1996. Nesse período, assumiu a função do titular por alguns meses. Foi eleito novamente ao mesmo cargo, para o mandato de 2005 a 2008. Em 2009, foi eleito prefeito prefeito daquele município e reeleito em 2012, exercendo mandato no período de 2009 a 2016.
A carreira como deputado estadual teve início após vencer as eleições de 2018, oportunidade na qual teve 22 952 votos, sendo reeleito em 2002 com 31 442 votos. No parlamento tocantinense ocupou a função de primeiro secretário no biênio de 2021 a 2022.